# Jozefkerk (Assen)
De Jozefkerk is een kerk aan het Kerkplein 1 in Assen. De naam Jozefkerk is relatief recent; tot 1964 werd het de Grote Kerk genoemd. De kerk is een rijksmonument.

## Beschrijving
De kerk is een zogeheten Waterstaatskerk, het gebouw werd ontworpen door C.J. Spaan, hoofdingenieur Waterstaat en Publieke werken. Kenmerkend voor de gebruikte neoclassicistische stijl zijn de hang naar symmetrie, de boogramen, de gepleisterde binnenmuren en het kruisgewelf.

## Geschiedenis
De Hervormde Gemeente in Assen kerkte al vanaf het begin van de 17e eeuw in de Kloosterkerk. Door de groei van het aantal inwoners en kerkleden werd deze kerk te klein. Koning Willem II werd in 1841 gevraagd om een bijdrage voor een nieuw gebouw. Pas in 1845 kon de nieuwbouw daadwerkelijk beginnen. Het gebouw werd ingewijd door dominee Pareau op 30 april 1848. In 1910 werd de kerk getroffen door bliksem, waarbij de toren grotendeels afbrandde. Een jaar later kon de toren worden herbouwd.
Het gebouw werd grondig gerestaureerd tussen 1979 en 1982. In 2002 werd in Romeinse cijfers op het fronton het jaartal 1848 aangebracht. In augustus 2021 werd begonnen aan een opknapbeurt van de kerk.

## Orgel
In 1848 werd het orgel van de Kloosterkerk in het nieuwe gebouw geplaatst. Dit orgel was dertig jaar eerder vermoedelijk gemaakt door Petrus van Oeckelen uit Glimmen. In 1896 werd het vervangen door een orgel van de orgelmakers L. van Dam en Zn. uit Leeuwarden. In de loop der jaren werd de dispositie diverse malen veranderd. Bij de restauratie van de kerk in de jaren 1981-1982 werd door de orgelfirma Mense Ruiter ook het orgel aangepakt, waarbij vooral de wijzigingen van 1954-1955 werden teruggedraaid. In 2016 begon dezelfde firma aan een nieuwe restauratie.

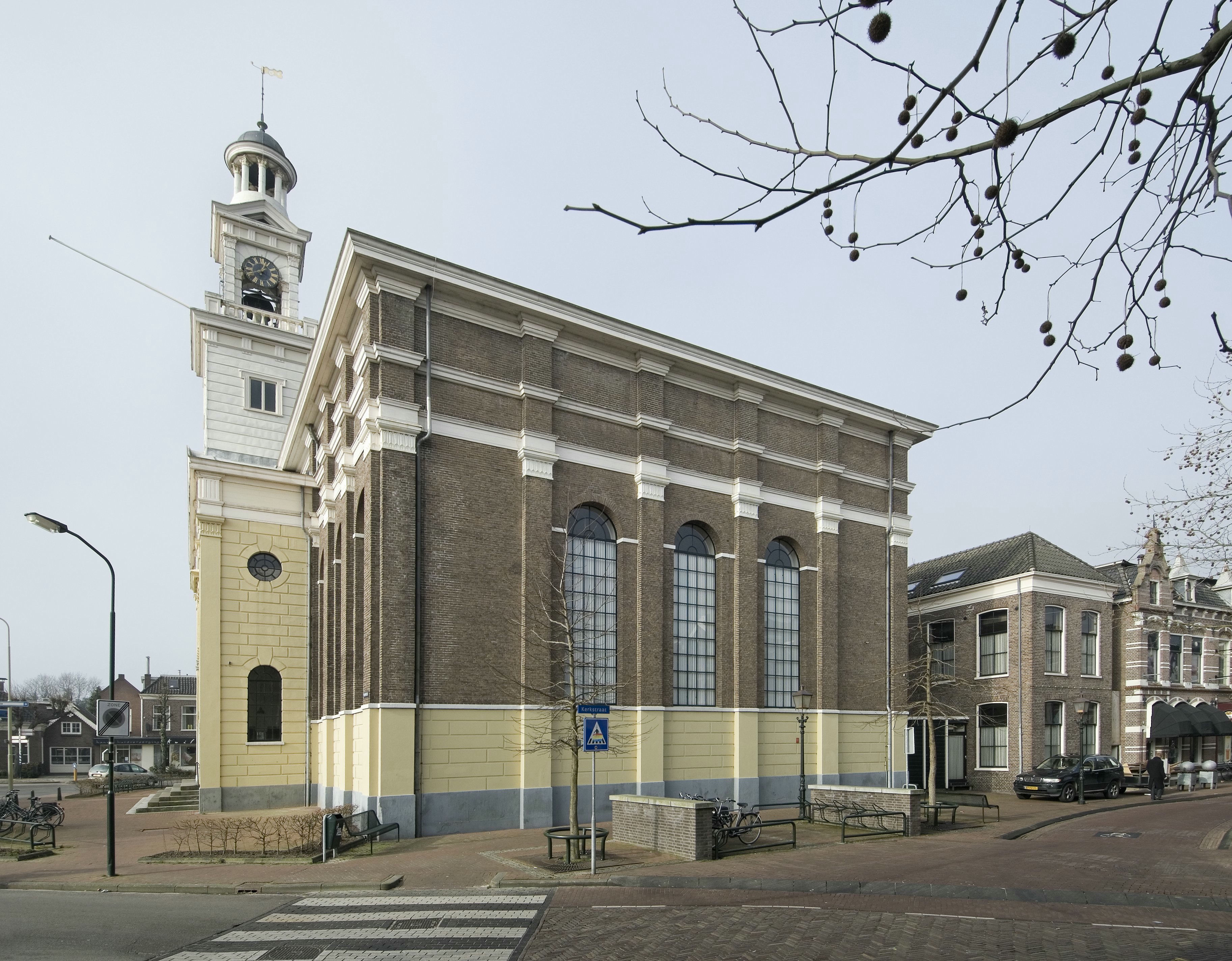
Zuidgevel
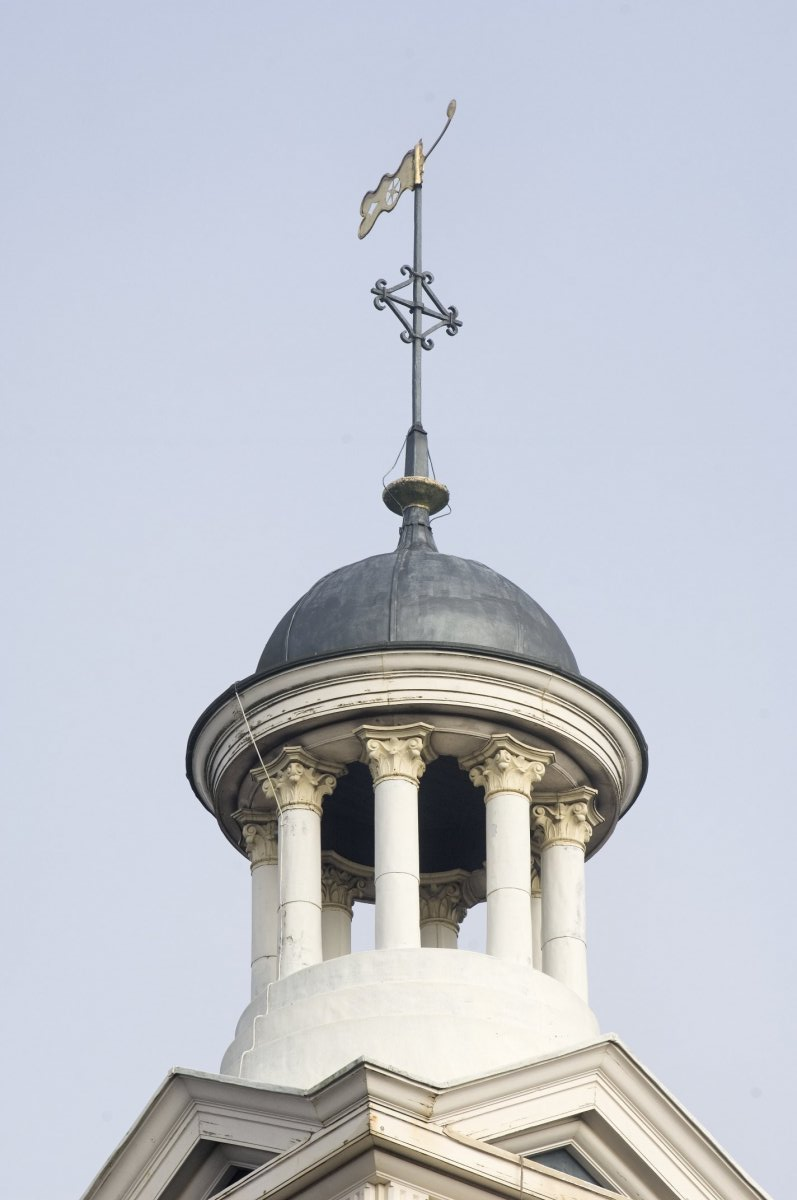
Detail koepeltoren
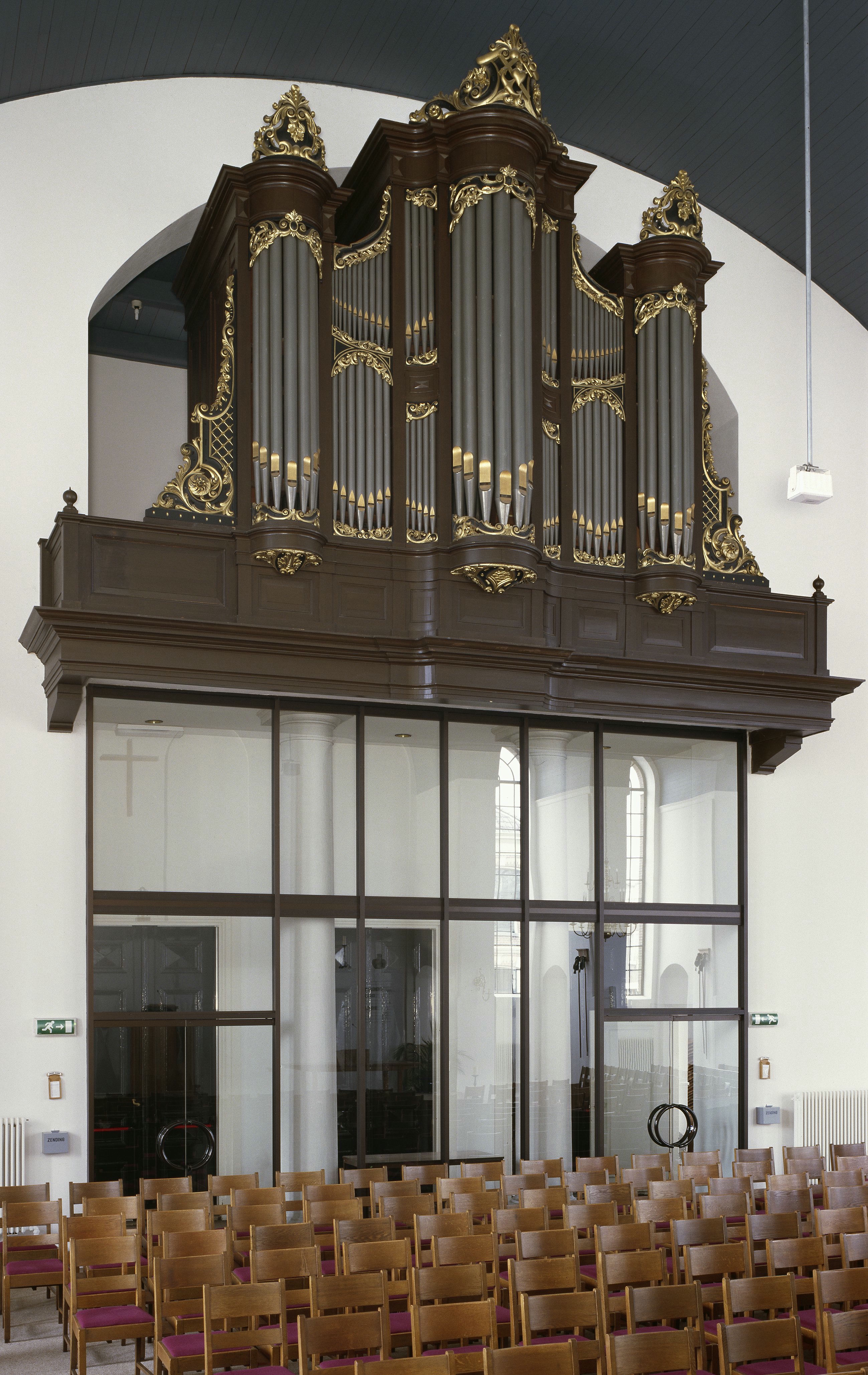
Van Dam-orgel